# Щитник остроплечий
Щитник остроплечий, или щитник черношипный (лат. Carpocoris fuscispinus) — вид клопов из семейства щитников.

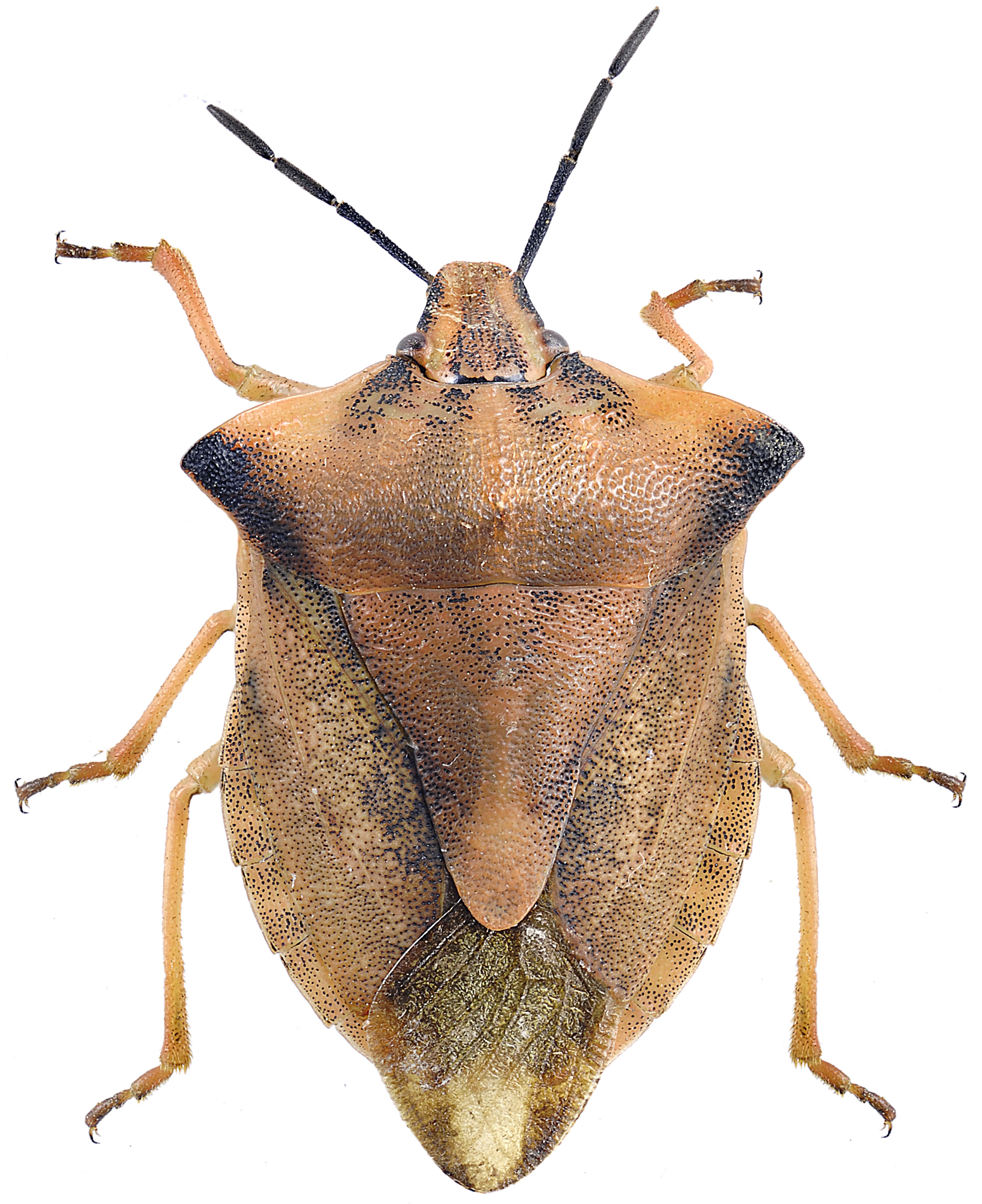

Длина тела составляет 11—14 миллиметров. Основной цвет тела сильно варьирует: от серовато-жёлтого до красновато-коричневого, с крошечными чёрными точками. Усики чёрные.
Личинки многоядны, но в основном питаются соками растений из семейств Apiaceae и Asteraceae. Взрослые насекомые встречаются обычно с июня по октябрь. Зимуют в стадии имаго.
Вид широко распространён во всех европейских странах. Он обитает главным образом в лиственных и смешанных лесах.